# Élection présidentielle russe de 2012
En Russie, une élection présidentielle s'est tenue le 4 mars 2012, afin que les citoyens russes puissent choisir le nouveau président de la fédération.
Le président sortant, Dmitri Medvedev, n'étant pas candidat, c'est le président du gouvernement russe, Vladimir Poutine, déjà président de la fédération de 2000 à 2008, qui porte la candidature du parti présidentiel, Russie unie. Il est élu par plus de 63 % des suffrages, dès le premier tour, dans un scrutin contesté.

## Contexte

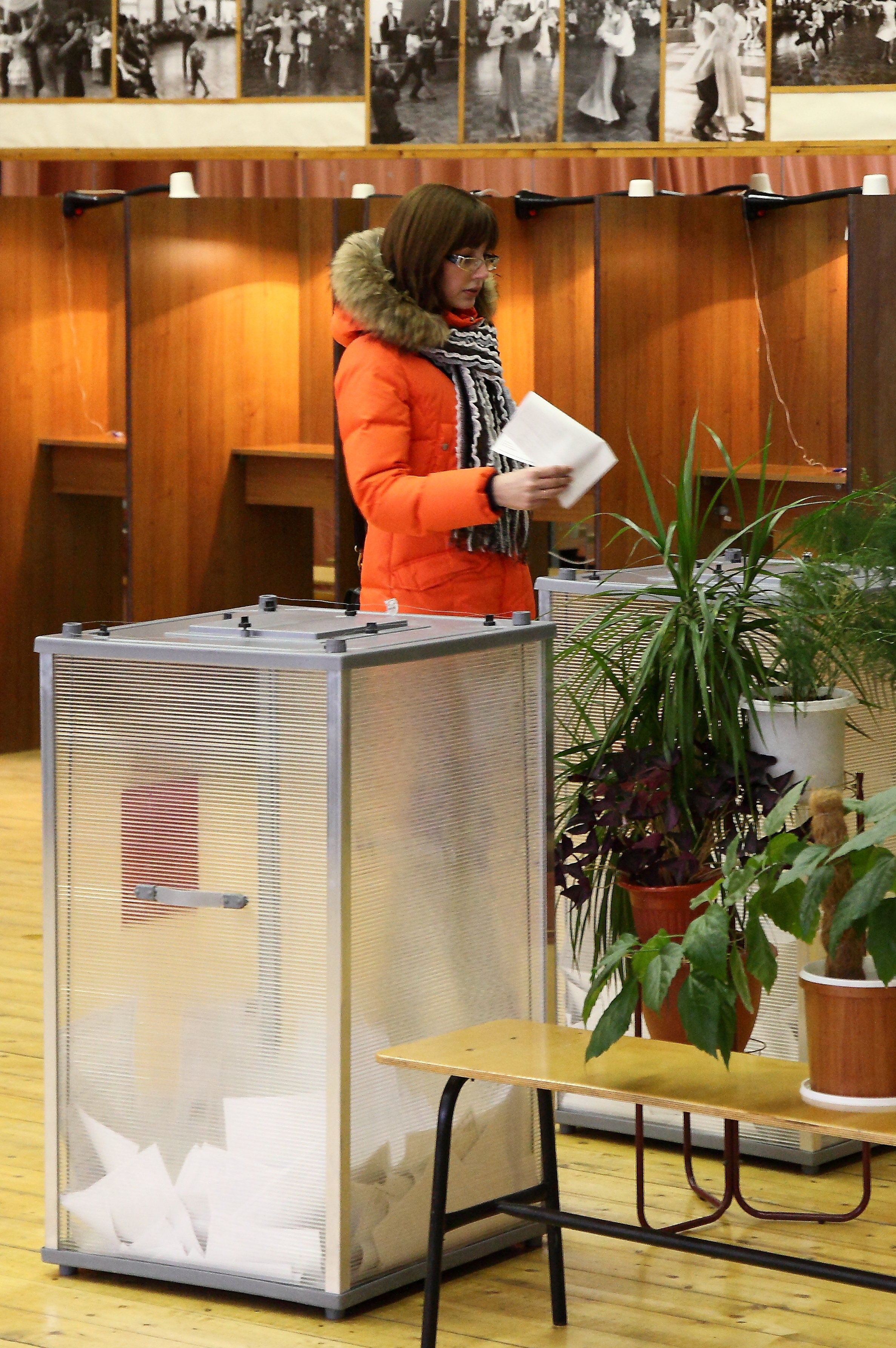
Une électrice allant voter le 4 mars.

En 2008, le président de la fédération sortant, Vladimir Poutine, élu en 2000 et 2004, ne pouvait se présenter pour un troisième mandat présidentiel consécutif. De fait, il prit la décision de soutenir le vice-président du gouvernement, Dmitri Medvedev. Celui-ci est finalement élu dès le premier tour de scrutin, le 2 mars 2008.
Fin 2010, les possibles candidatures de Poutine et de Medvedev sont l'objet de nombreuses analyses. En mars 2011, selon un sondage du Centre analytique Levada, 27 % des sondés souhaitent la candidature de Poutine, 18 % la candidature de Medvedev, 16 % la candidature des deux et 25 % d'aucun des deux.
Le 26 septembre 2011, au cours d'un grand congrès du parti Russie unie, le président Medvedev propose la candidature de Poutine à la présidence. Celui-ci confirme, quelques minutes plus tard, à la tribune, son intention de concourir pour le Kremlin,.
Pourtant, Vladimir Poutine est de plus en plus contesté au sein d'une partie de la population russe. Plusieurs opposants dont Guennadi Ziouganov et Boris Nemtsov ainsi que l’ONG Golos ont dénoncé des entraves à la transparence et des fraudes massives entachant les élections législatives de décembre 2011, qui ont également donné lieu à des manifestations contre Poutine,. Le monopole, du parti présidentiel, Russie unie, semble être remis en question.

## Système électoral
En vertu de la Constitution de 1993 et après une modification constitutionnelle allongeant la durée du mandat présidentiel de quatre ans à six ans, le président de la fédération de Russie est élu pour un mandat de six ans « au suffrage universel, égal et direct, à bulletins secrets ». La loi fédérale précise qu'il est désigné au scrutin uninominal majoritaire à deux tours et que les bulletins blancs ou nuls sont comptabilisés dans les suffrages exprimés.
Les dispositions constitutionnelles prévoient en outre que les candidats doivent être des citoyens russes âgés d'au moins 35 ans et résidant de façon permanente en Russie depuis au moins dix ans. Par ailleurs, une même personne ne peut exercer la fonction de président de la fédération de Russie plus de deux mandats consécutifs.

## Candidats
Pour cette élection, cinq candidats sont en lice :
- Vladimir Jirinovski, président du Parti libéral-démocrate de Russie (LDPR) ;
- Sergueï Mironov, président du parti Russie juste.
- Vladimir Poutine, président du gouvernement en poste et président du parti Russie unie ;
- Mikhaïl Prokhorov, homme d'affaires, multimilliardaire ;
- Guennadi Ziouganov, premier secrétaire du Parti communiste de la fédération de Russie (KPRF).

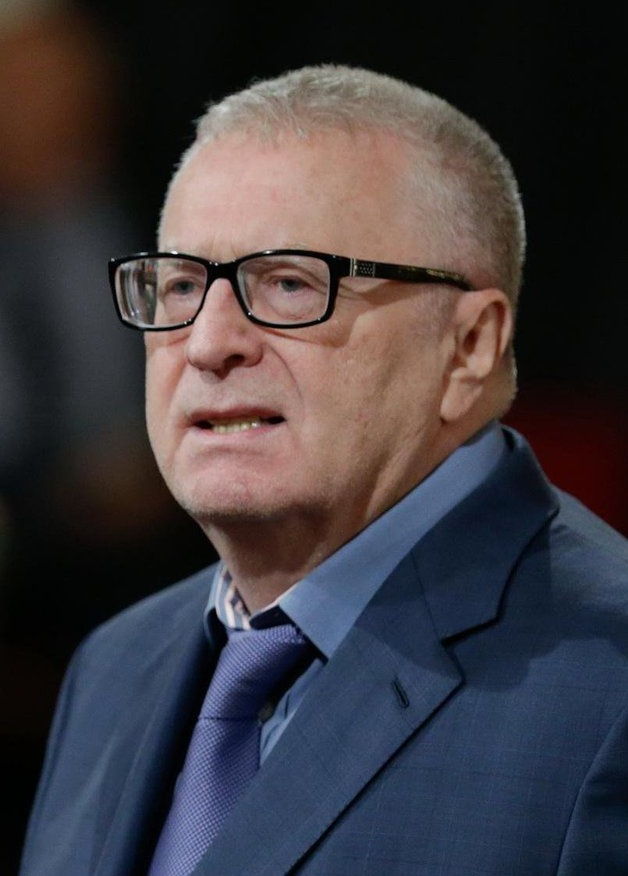
Vladimir Jirinovski Parti libéral-démocrate de Russie
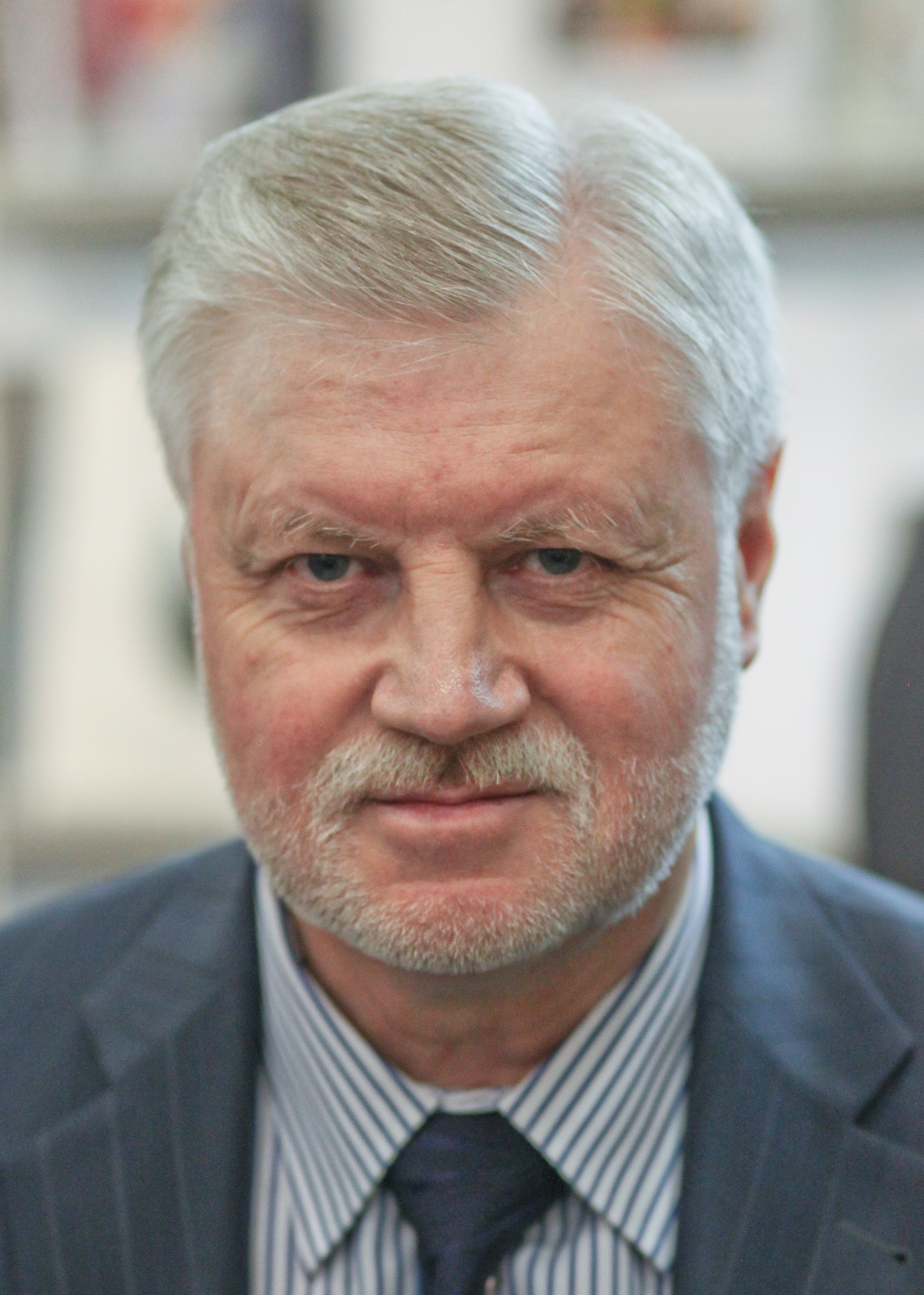
Sergueï Mironov Russie juste
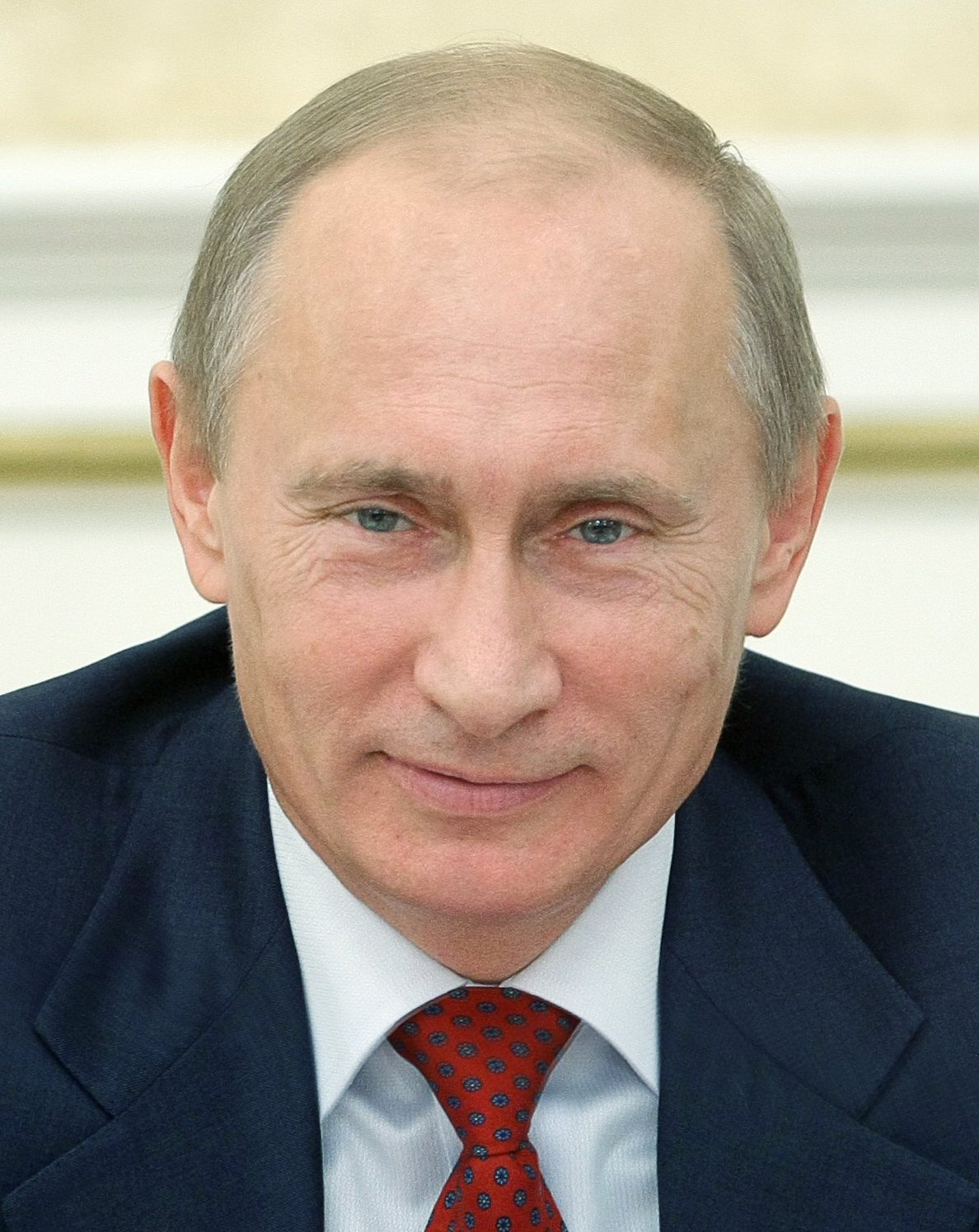
Vladimir Poutine Russie unie
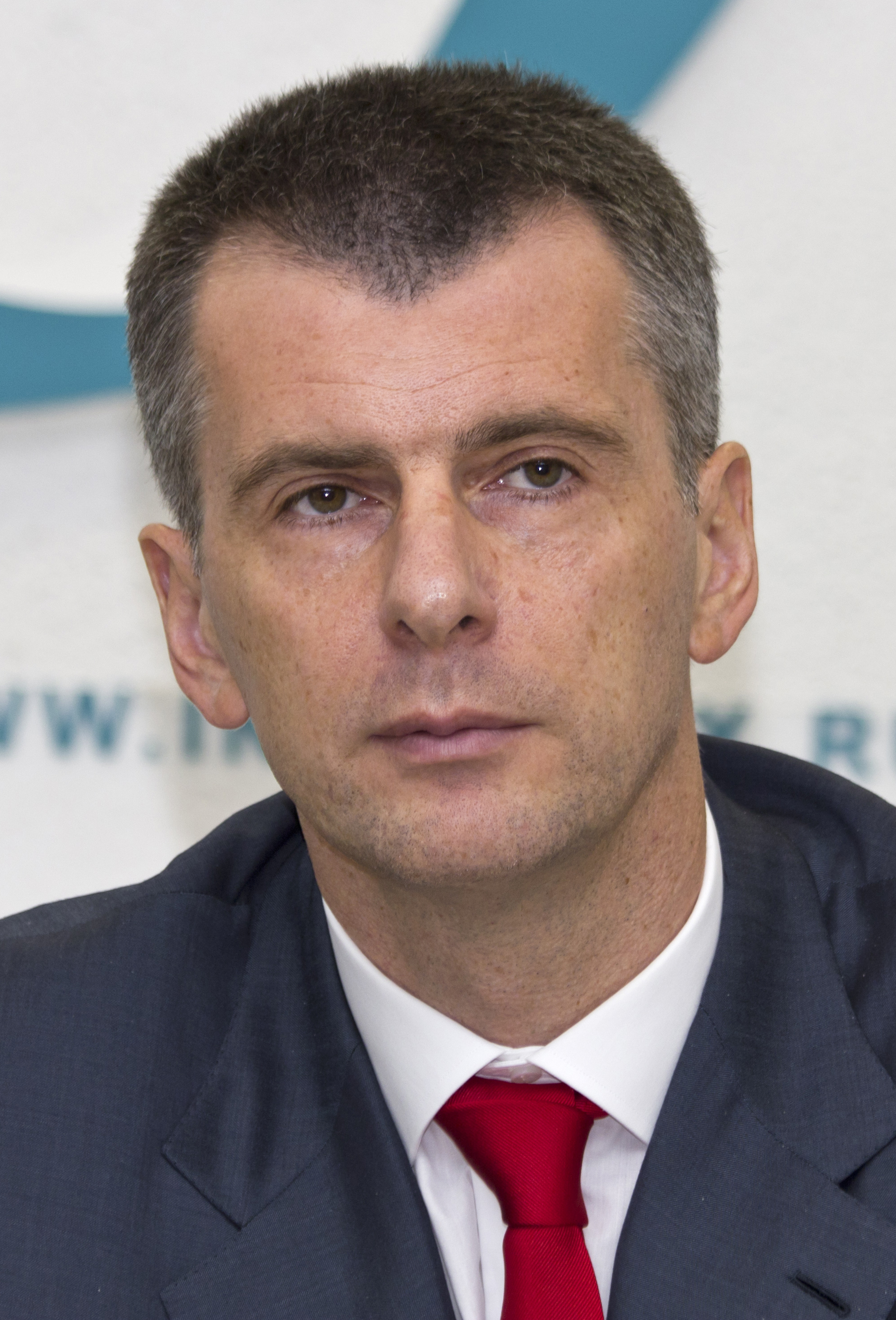
Mikhaïl Prokhorov Indépendant
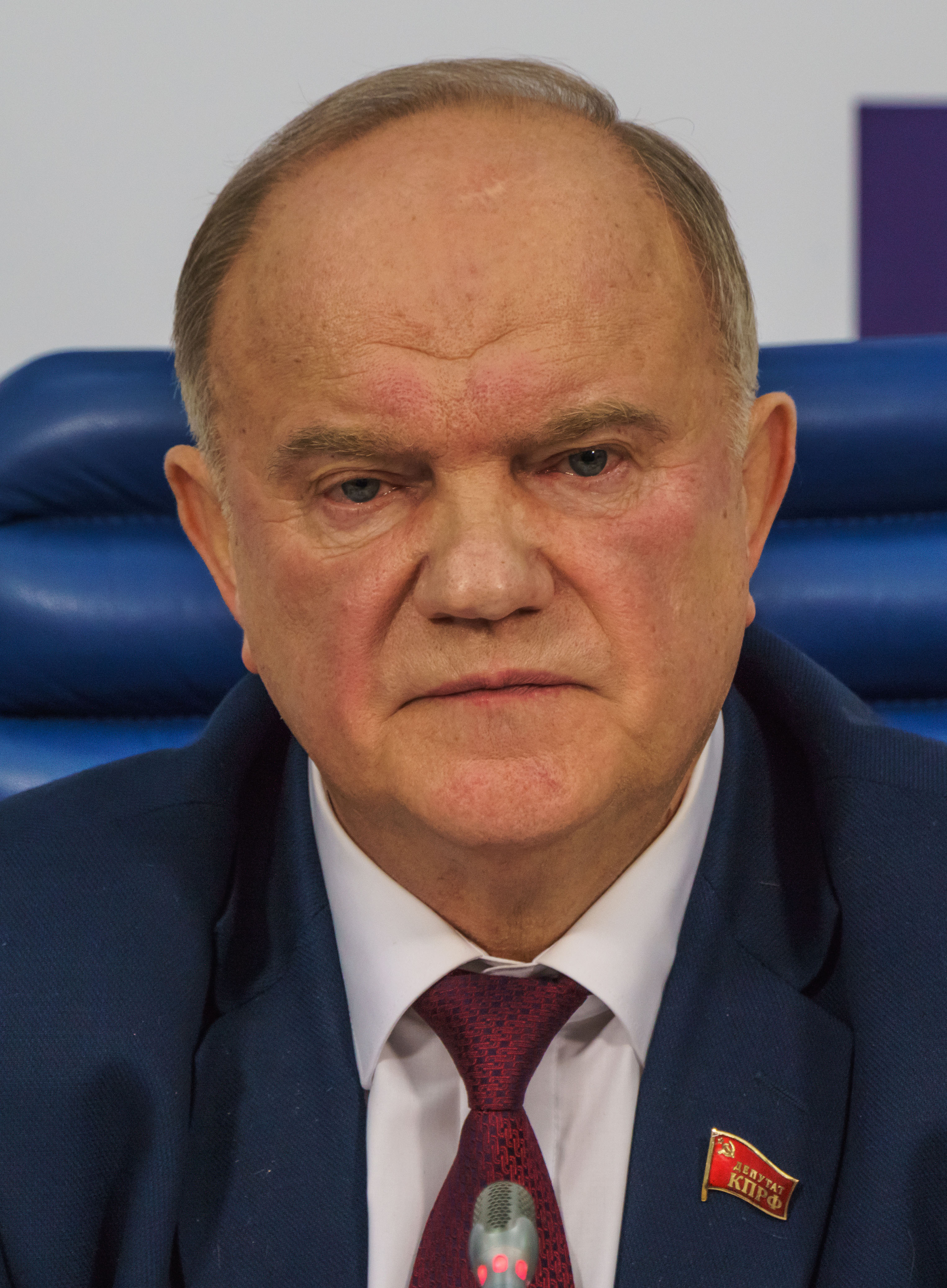
Guennadi Ziouganov Parti communiste de la fédération de Russie

## Résultats
| Candidat                 | Candidat                 | Parti                                       | Voix        | %     |
| ------------------------ | ------------------------ | ------------------------------------------- | ----------- | ----- |
|                          | Vladimir Poutine         | Russie unie                                 | 45 602 075  | 64,35 |
|                          | Guennadi Ziouganov       | Parti communiste de la fédération de Russie | 12 318 353  | 17,38 |
|                          | Mikhaïl Prokhorov        | Indépendant                                 | 5 722 508   | 8,08  |
|                          | Vladimir Jirinovski      | Parti libéral-démocrate de Russie           | 4 458 103   | 6,29  |
|                          | Sergueï Mironov          | Russie juste                                | 2 763 935   | 3,90  |
|                          |                          |                                             |             |       |
| Votes valides            | Votes valides            | Votes valides                               | 70 864 974  | 98,83 |
| Votes blancs et nuls     | Votes blancs et nuls     | Votes blancs et nuls                        | 836 691     | 1,17  |
| Total                    | Total                    | Total                                       | 71 701 665  | 100   |
| Abstention               | Abstention               | Abstention                                  | 38 158 666  | 34,73 |
| Inscrits / participation | Inscrits / participation | Inscrits / participation                    | 109 860 331 | 65,27 |

## Analyse
Vladimir Poutine est élu dès le premier tour avec 63,60 % des suffrages exprimés. Il a obtenu ses meilleurs scores en Tchétchénie avec 99,8 % des voix et une participation de 99,6 %.

## Fraudes
À l'occasion des élections législatives russes de 2011 de nombreuses contestations apparaissent et critiquent un nombre important de fraudes,,.
Lors de l'élection présidentielle, d'autres cas de fraudes dans des bureaux auraient été constatés, et elles ont été contestées par des manifestants anti-Poutine. On voit alors des critiques quant à un certain « monopole de Poutine » autrefois vu comme un « monopole de Russie unie »,. En conséquence, les partisans et opposant de Poutine s’affrontent à travers de nombreuses « prestations de rue ».
Depuis les accusations de fraude aux élections législatives, le mouvement de protestation a connu un essor sans précédent, appuyé par une « nouvelle classe moyenne urbaine et informée ». Or ce mouvement tendrait à s’essouffler faute d’organisation et d’expression politique. Les divergences présentes seraient de plus en plus difficiles à surmonter. Néanmoins, la contestation a été marquée par la création d’un Comité d’organisation du mouvement Pour des élections honnêtes,. Il comporte 15 membres de la société dont le but est de redonner le contrôle aux citoyens sur le déroulement des élections et de laisser s’exercer une vraie concurrence. Cette structure originale souhaite donner une suite aux manifestations historiques des 10 et 24 décembre 2011 dans le cadre des élections présidentielles. Mis à part Vladimir Poutine, les autorités ne sont pas restées indifférentes face à ce mouvement de protestation et le chef de l’État, Medvedev, a ainsi annoncé qu’il souhaitait une réforme du système politique russe.
Mais l’opposition continue de dénoncer le régime comme une « démocratie dirigée » où règneraient corruption, stagnation et mauvais niveau de vie. La contestation accuse les autorités russes d’ignorer les besoins fondamentaux de la population, principal reproche fait à Vladimir Poutine.[réf. souhaitée] La question de la métaphore du sablier, aussi appelée méthode du « grand roque », tirée d’une pratique aux échecs, est également soulevée : les deux hommes forts de la Russie, Medvedev et Poutine, semblent se mettre d’accord pour échanger leur poste de président et de Premier ministre.
À l’inverse, Vladimir Poutine est vu par ses militants comme un président visionnaire, acteur du rapprochement avec l’Occident. Lors de sa campagne, Poutine promet de moderniser la Russie, de diversifier l’économie, d’en faire un pays présent sur la scène mondiale. Il a également promis une hausse des salaires et un budget important pour l’armement. Il a d’ailleurs fait certaines concessions comme l’assouplissement du régime d’enregistrement des partis politiques ou encore l’autorisation des manifestations.
Par ailleurs, ses militants voient en Poutine un homme qui sait rassembler les foules autour de la patrie. En effet, le candidat a choisi de faire son unique meeting le 23 février, jour du Défenseur de la Patrie et ancienne fête de l’Armée rouge. Lors de ce meeting, il amène à se remémorer la victoire de Borodino des russes sur l’armée napoléonienne. Poutine se veut rassurant, en comparant la Russie à une forteresse assiégée et prenant la position du défenseur. Il défend les principes suivants :
- Personne ne doit imposer sa volonté à la Russie
- Les Russes sont un peuple de vainqueurs qui saura surmonter ses problèmes
- Le bonheur des Russes réside dans leur union
- Il faut se souvenir de tout ce qui est grand et bien comprendre que la bataille pour la Russie se poursuit

Aussi, en tant que partisans de Poutine, ils espéraient sa victoire lors du scrutin. Selon eux, la vie sans Poutine serait un « enfer ». La grande manifestation pro-Poutine est ainsi vue comme une réplique face aux manifestations de l’opposition. De nombreux activistes se sont rassemblés sur le mont Poklonnaïa à Moscou afin d’organiser un meeting de soutien au Premier ministre candidat, arborant pancartes et slogans de soutien aux autorités. Mais Vladimir Poutine a aussi reçu l’appui de la jeunesse pro-Kremlin, principalement présente sur Internet.
Selon Dimitri Oreshkine, membre de la "Ligue des Électeurs" et conseiller auprès du président pour le développement de la société civile et des droits de l'homme, Vladimir Poutine aurait remporté l’élection avec 53 % des suffrages, et non 63 %,. Néanmoins, il a fait son plus mauvais score à Moscou, haut lieu de la contestation, avec 48 %. Cette élection, « la plus propre de l’histoire de Russie » selon le nouveau président, est pourtant contestée par l’opposition libérale qui réclame la tenue d’un nouveau scrutin présidentiel. Une manifestation a eu lieu le 5 avril, dénonçant les ressources de l’appareil d’État dont Poutine aurait bénéficié durant la campagne. Ainsi, si sa victoire est remise en cause par un mouvement de contestation sans précédent, ses soutiens restent nombreux.

## Film documentaire
Un film documentaire sorti en 2012, Hiver, va-t-en !, produit par Marina Razbejkina et réalisé par dix de ses élèves présente les mouvements et actions de contestation anti-Poutine lors de la campagne pour ces élections.